# كهوف أمبوني
تعد كهوف أمبوني أكثر الكهوف الجيرية إنتشارًا في شرق إفريقيا. تقع على بعد 8 كيلومترات شمال مدينة تنغا في تنزانيا قبالة طريق تنغا مومباس. تشكلت الكهوف منذ حوالي 150 مليون سنة خلال العصر الجوراسي. تبلغ مساحتها 234 كيلومترا مربعا. وفقًا للباحثين، كانت المنطقة مغمورة بالمياه منذ حوالي 20 مليون عام. هناك عشرة كهوف إجمالاً ولكن يتم استخدام واحد فقط للجولات المصحوبة بمرشدين.